# David Milstead
David Milstead, född 1970 i Newcastle, England, är en brittisk-svensk partikelfysiker som är verksam i Sverige som forskare. Han är professor i experimentell acceleratorbaserad partikelfysik vid Stockholms universitet.